# Aki Shimazaki
Aki Shimazaki (Gifu, 1954) è una scrittrice e traduttrice canadese.
Si è trasferita in Canada nel 1981 e ha vissuto a Vancouver e a Toronto. Dal 1991 vive a Montreal dove insegna giapponese e pubblica i suoi romanzi in francese.
Il suo secondo romanzo intitolato Hamaguri (vongola giapponese) ha vinto il Prix Ringuet dell’Académie des lettres du Québec nel 2000; il suo quarto romanzo Wasurenagusa (nontiscordardimé) ha vinto il Premio letterario Canadese-Giapponese nel 2002. Il suo quinto romanzo Hotaru (lucciola) ha vinto nel 2005 il Governor General's Award come migliore romanzo scritto in francese.
I suoi libri sono stati tradotti in inglese, giapponese, tedesco, ungherese, russo e italiano.

## Romanzi
- Il peso dei segreti
  - Tsubaki, 1999
  - Hamaguri, 2000
  - Tsubame, 2001
  - Wasurenagusa, 2002
  - Hotaru, 2005
- Nel cuore di Yamato
  - Mitsuba, 2006
  - Zakuro, 2008
  - Tonbo, 2010
  - Tsukushi, 2012
  - Yamabuki, 2013
- L'ombra del cardo
  - Azami, 2014
  - Hôzuki, 2015
  - Suisen, 2016
  - Fuki-no-tô, 2017
  - Maïmaï, 2018